# Víctor Fowler
Víctor Fowler Calzada (La Habana, 24 de febrero de 1960) es un ensayista, poeta, crítico literario y escritor cubano.
Licenciado en Pedagogía en 1987, en el Instituto Superior Pedagógico Enrique José Varona, fue jefe de Publicaciones de la Escuela Internacional de Cine y Televisión de San Antonio de los Baños en dos períodos(1994-1997 y 2002-2007), y director de la revista electrónica Miradas. Ha pronunciado conferencias sobre literatura cubana en Colombia y Puerto Rico, así como en las universidades de Princeton, Brown, CUNY, Stony Brook, Berkeley, Harvard, Yale, Míchigan, FIU, Ohio y Austin, entre otras universidades norteamericanas. Ha recibido varios premios por su obra como ensayista y poeta. Es autor de Historias del cuerpo (La Habana, 2001), La maldición: una historia del placer como conquista (La Habana, 1998) y Rupturas y Homenajes (La Habana, 1999), entre otras obras. Con Caminos de piedra ganó el Premio Luis Rogelio Nogueras.